# Bodzentyn
Bodzentyn è un comune urbano-rurale polacco del distretto di Kielce, nel voivodato della Santacroce.
Ricopre una superficie di 160,32 km² e nel 2006 contava 11 677 abitanti.
Il centro urbano conta 2 271 abitanti (2004). Numerose sono le frazioni comprese nel comune fra cui quella di Krajno, in cui nacque Dawid Rubinowicz.
Ospita la sede del Parco nazionale della Santacroce.